# Alpii Calcaroși din Sud
Alpii Calcaroși din Sud fac parte din Alpii Calcaroși care aparțin de Alpii Orientali Centrali. Munții sunt formați din lanțuri ce ating o lungime de 450 km, întinzându-se pe teritoriul Austriei, Sloveniei și Italiei.
- Subdiviziuni:

| De la est la vest urmează: 2. Steiner Alpen 3. Karawanken și Karawankenvorberge (la granița cu landul Kärnten) 4. Julische Alpen (in Slovenia și regiunea italiană Friaul) 5. Gailtaler Alpen cu Lienzer Dolomiten 6. Karnischer Alpenhauptkamm, cu nordul Friauler Dolomiten și Carnia: Nördliche Karnische Alpen (granița de sud cu Kärnten) 7. Südliche Karnische Alpen, ca și sudul Friauler Dolomiten și Venezianische Alpen 8. Dolomiten cu Sextener Dolomiten, Marmolada, Sella 9. Fleimstaler Alpen 10. Vizentiner Alpen 11. Nonsberggruppe 12. Brenta 13. Gardaseeberge 15. Adamello-Presanella-Gruppe ca și marginea de sud a Bergamasker Alpen (nu apar pe imaginea de mai sus) |
| Grupele: 1. Bachergebirge, 14. Ortler-Alpen, și 16. Sobretta aparțin de Zentralalpen (Alpii Centrali) |